# Pseudobeta ferruginea
Pseudobeta ferruginea là một loài bọ cánh cứng trong họ Cerambycidae.